# Crac des Chevaliers
34°35′25″N 36°17′40″E / 34.59028°N 36.29444°E
Crac des Chevaliers, (arabă قلعة الحصن‎, Qalʿat al-Ḥuṣn) sau Cetatea Cavalerilor Ospitalieri din Siria, este o fortăreță medievală. 

## Istoric
Ea a fost construită în mare parte în anul 1031 în timpul Cruciadelor de emirul din Homs fiind denumit Hisn al-Akrād („Cetatea curdă”). În 1099, în prima cruciadă, cavalerii sub conducerea lui Raymond IV de Toulouse, care se îndreptau spre Ierusalim, ocupă cetatea timp de 10 zile, după care se îndreaptă spre orașul Arqa (Irqata) pe care-l asediază, iar cetatea ajunge din nou în stăpânirea musulmanilor. La reîntoarcere, cavalerii lui Raymond IV de Toulouse ocupă portul Tartus, în schimb cetatea Hisn al-Akrād și orașul Tripoli le opun o rezistență puternică. După moartea lui Raymond IV, fiul său Bertrand de Saint-Gilles ocupă în 1109 Tripoli, iar în 1110 oastea cavalerilor normanzi sub conducerea lui Tancred de Hauteville recucerește cetatea Hisn al-Akrād.
Numele „Crac” înseamnă în limba siro-aramaică „Fortăreață”. Crac des Chevaliers este amplasată pe valea care desparte munții Jabal Ansariya din nordul Libanului de Munții Libanului, pe drumul dintre Tripoli, Liban și Homs.
Cetatea este un monument istoric însemnat atât pentru Occident cât și pentru Orient, ea fiind un simbol al cruciadelor care, atât în trecut ca și în prezent, au fost romantizate, ca și un simbol al împăcării între popoare. În 1927 Franța obține în fața Siriei la Liga Națiunilor  mandatul de proprietate asupra cetății. Ea va fi renovată; satul și celelalte construcții ulterioare fiind demolate. În 1947 Franța a trebuit să cedeze cetatea în favoarea Siriei.

## Patrimoniu mondial UNESCO
Fortăreața "Crac des Chevaliers" a fost înscrisă în anul 2006 pe lista patrimoniului cultural mondial UNESCO.